# Organo del santuario della Santissima Annunziata a Gaeta

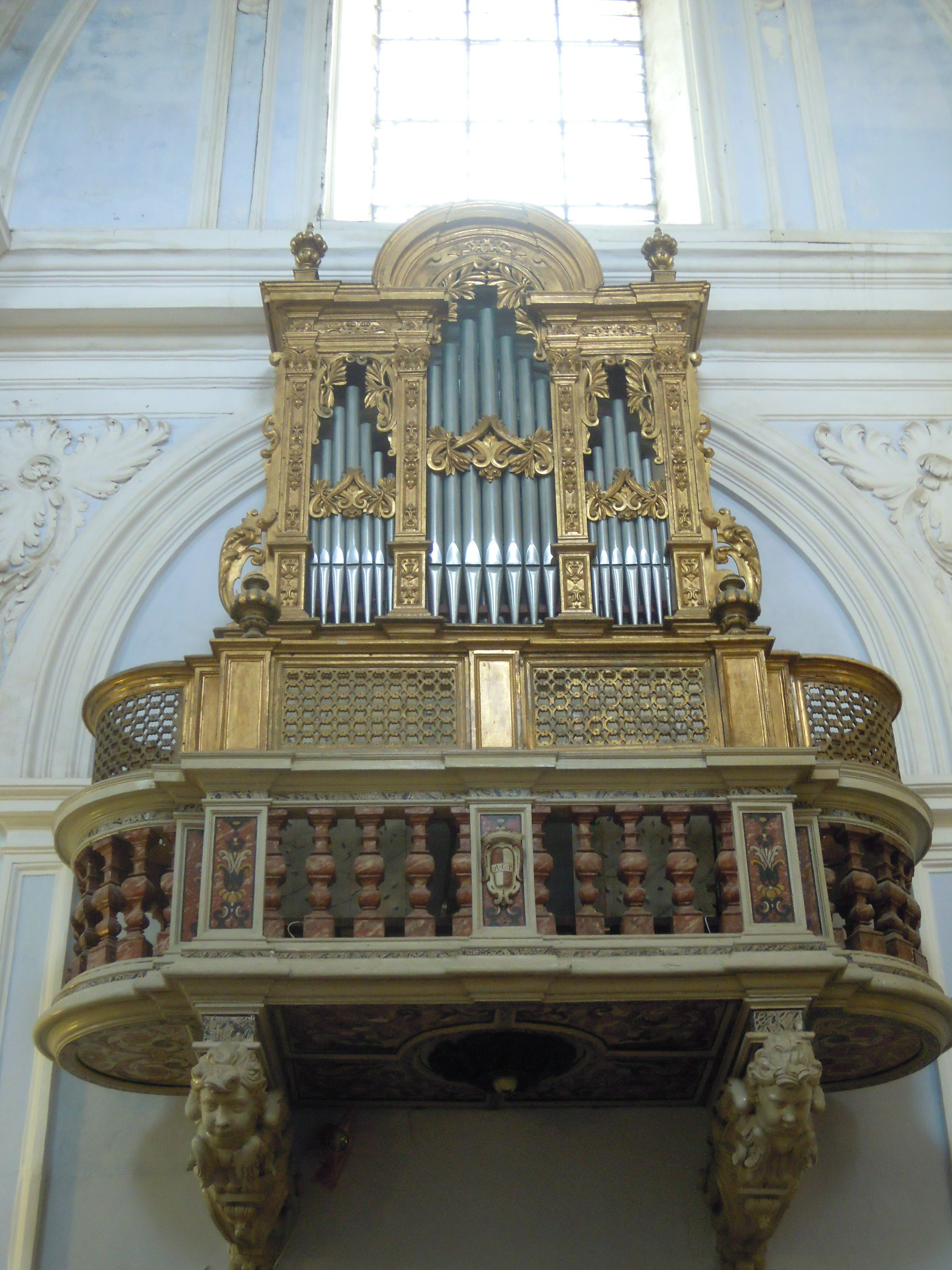
L'organo

L'organo del santuario della Santissima Annunziata a Gaeta è un antico organo a canne costruito dall'organaro Giuseppe de Martino tra il 1685 e il 1689.

## Storia
La chiesa della Santissima Annunziata di Gaeta, elevata alla dignità di santuario nel 2009, venne costruita tra il 1321 e il 1354 in stile gotico; la prima testimonianza scritta relativa alla presenza di un organo a canne al suo interno, è costituita da una delibera comunale del 25 settembre 1529 con la quale si concedeva al vescovo di Sessa Aurunca Francesco Guastaferro, originario di Gaeta, e ad Erasmo de Palfo di restaurare l'immagine della Madonna situata «sotto l'organo», dotandola di un proprio altare mobile.
A partire dal 1619, venne affidato alla famiglia di architetti e marmorari napoletani Lazzari l'incarico di restaurare la chiesa in stile barocco; Dionisio Lazzari, nipote di Andrea che aveva rifatto la facciata e figlio di Jacopo che aveva fatto la cappella del Santissimo Sacramento, si occupò dell'interno della chiesa e progettò due cantorie contrapposte ai lati del presbiterio, ciascuna con un proprio organo a canne; per problemi economici esse vennero realizzate in legno dipinto a finto marmo nel 1677 e l'organo della cantoria di destra venne acquistato dalla cattedrale di Gaeta. L'organo per la cantoria di sinistra venne costruito a partire dal 1685; alla realizzazione dell'opera lavorarono Giuseppe de Martino, organaro della Regia Cappella di Napoli che si occupò della parte fonica e meccanica, e l'intagliatore Francesco Paolo Sorrentino, il quale fece la cassa su disegno di Dionisio Lazzari; lo strumento venne ultimato nel 1689.
Nel XVIII secolo, la cappella musicale della chiesa ebbe il suo momento di massimo splendore sotto la direzione di Francesc'Antonio Marenna (in carica dal 1730 al 1760). Lo strumento venne molto apprezzato e fusuonato, grazie anche alla posizione strategica di Gaeta, da vari organisti, tra i quali probabilmente Alessandro Scarlatti, il quale per la Toccata del primo tono, pubblicata la prima volta nel 1723, prescrisse l'utilizzo di una tastiera con prima ottava cromatica estesa, caratteristica rara negli organi dell'epoca e presente in quello della chiesa della Santissima Annunziata.

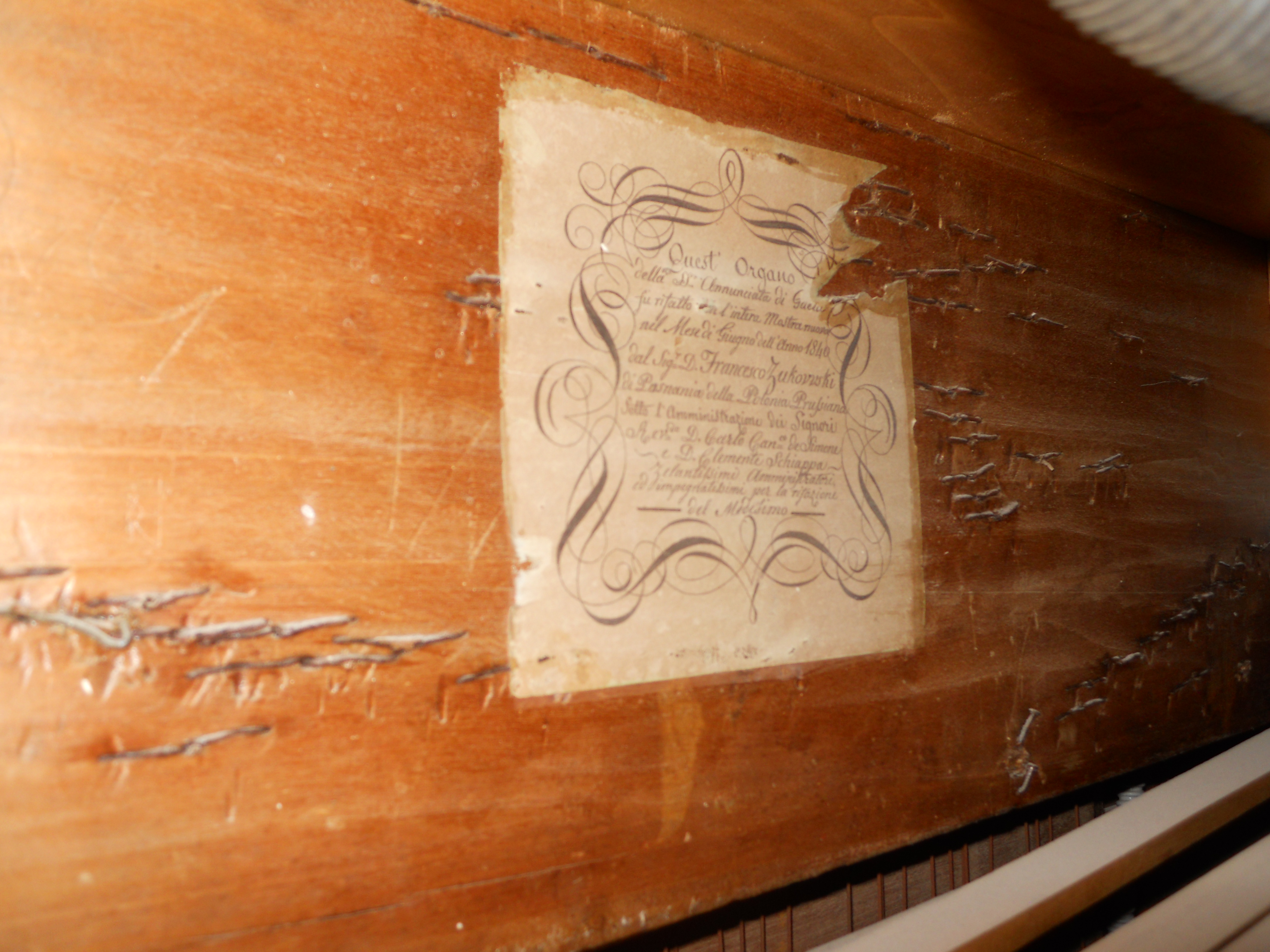
Il cartiglio sulla tavola di riduzione

Nel secolo successivo l'organo fu oggetto di due importanti interventi di manutenzione: il primo venne condotto dall'organaro polacco Francesco Zukowski nel giugno 1840, il quale sostituì la mostra e i mantici ed installò una pedaliera, della quale lo strumento era sprovvisto, collegata alla prima ottava della tastiera; il restauro è testimoniato da un cartiglio autografo posto sulla tavola di riduzione e recante la seguente dicitura:

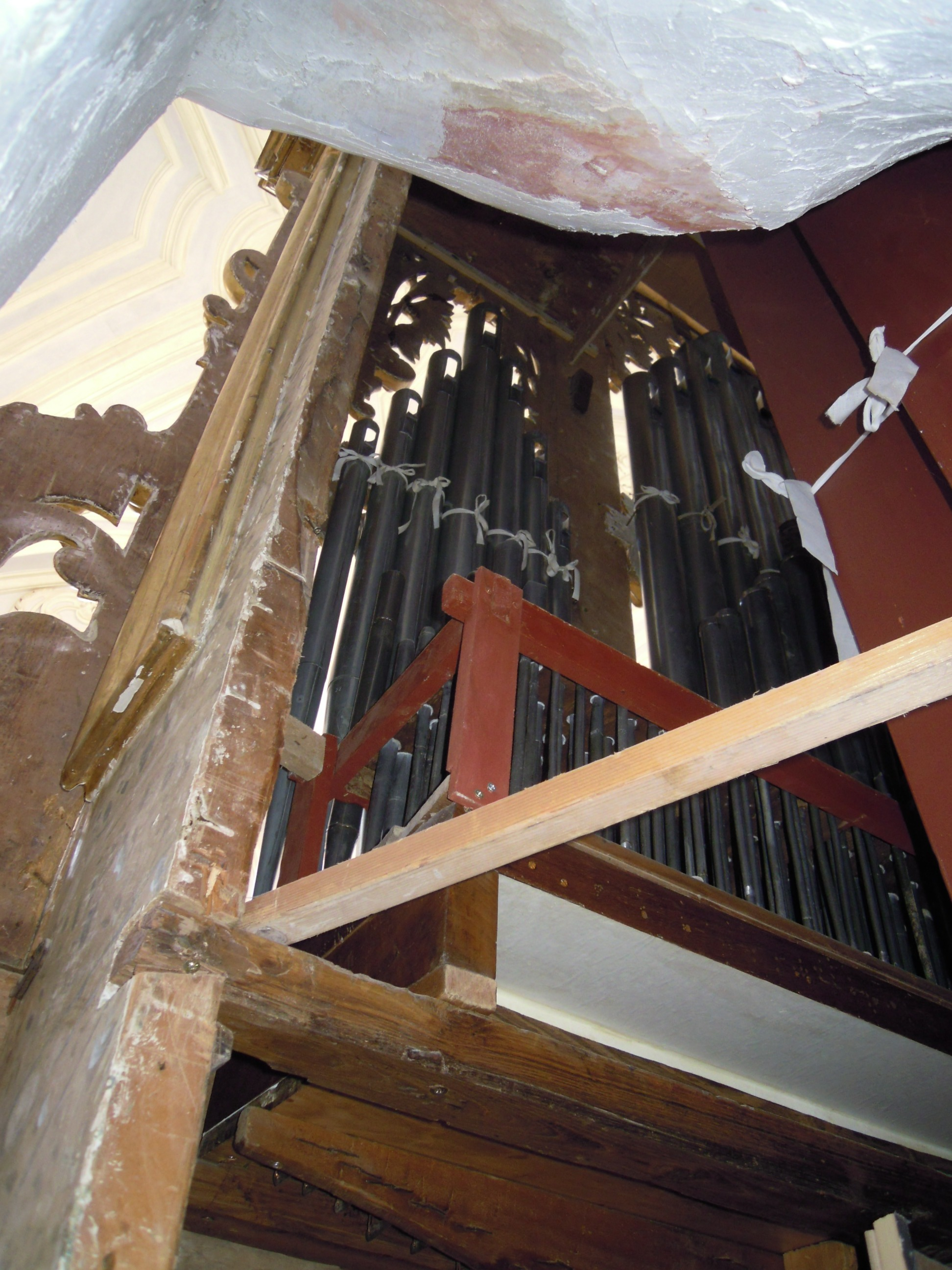
Interno dell'organo: a sinistra il nucleo originario seicentesco delle canne e il retro della mostra novecentesca, a destra alcune delle canne ottocentesche di Contrabbasso

Nel corso del XIX secolo vennero avanzate da vari organari più proposte per ampliare l'organo con nuovi registri quali flauti, Voce umana e un secondo principale di 8'; tuttavia l'unica aggiunta fu quella effettuata dall'organaro alvitano Pietro di Benedetto Saracini nel 1859, il quale dotò la pedaliera di un registro proprio costituito da 11 canne di Contrabbasso. Nel 1904 l'organo nuovamente venne riparato dall'organaro Francesco Iorio.
L'8 dicembre 1927 l'organo venne rimosso dalla cantoria e spostato nel coro delle Orfanelle, posizionato dietro la grata soprastante il polittico fondale dell'abside della chiesa, per volontà del presidente dello Stabilimento dell'Annunziata Luigi Cinquanta, del canonico Giovanni Villani e della madre Ormenilde Mascio, in maniera tale che non fosse visibile dal basso; rimase in questa posizione fino al 1980, scampando ai furti di metallo effettuati nella zona durante la seconda guerra mondiale.
Nel 1980 lo strumento venne ricollocato nella chiesa, non nella sua posizione originaria (la cella organaria era stata murata negli anni cinquanta), ma sotto la cantoria di sinistra, al lato dell'altare maggiore, con un parziale taglio della cornice della cassa; alla ditta Continiello venne affidato un sommario intervento di restauro che prevedette la sostituzione della tastiera, della pedaliera, della manticeria e della mostra con materiale industriale e l'installazione di un elettroventilatore.
Lo strumento, muto dal 1995 e in stato di abbandono, è stato restaurato tra l'ottobre e il dicembre 2009 e riportato nella posizione originale nella cantoria di sinistra, dove era stato inizialmente posizionato dal costruttore Giuseppe De Martino nel 1685 circa

## Descrizione

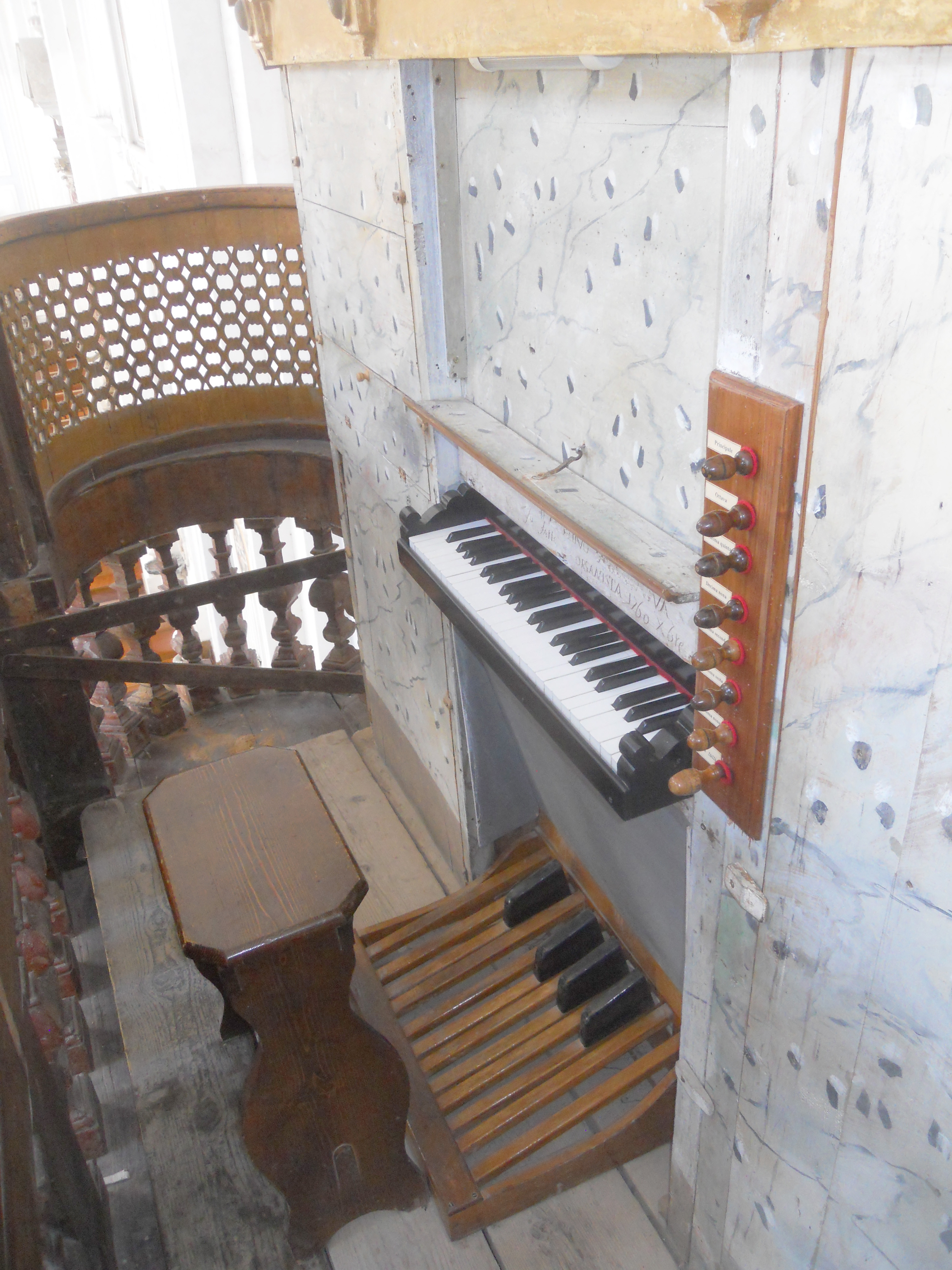
La consolle

L'organo a canne del santuario è situato sulla cantoria sulla parete sinistra del presbiterio, realizzata in legno dipinto a finto marmo nel 1677 su disegno di Dionisio Lazzari; di quest'ultimo è anche il disegno della cassa che racchiude lo strumento, in gran parte posizionato all'interno di un apposito vano scavato nello spessore della parete, la cui parte anteriore richiama la facciata della chiesa di Santa Maria del Faro di Napoli, progettata anch'essa dal Lazzari nel 1682. Realizzata dall'intagliatore Francesco Paolo Sorrentino, la cassa ha la forma di una serliana, con quattro lesene corinzie che separano i tre campi all'interno dei quali si articola la mostra. Quest'ultima, risalente al restauro del 1980, si compone di 21 canne di principale (la più alta è di 6') aventi bocche a mitria allineate e divise in tre cuspidi di 7 canne ciascuna; originariamente, la canna centrale di ciascuna delle tre cuspidi doveva essere decorata a tortiglione. Mentre la parte superiore della cassa è dorata, quella inferiore, dalla navata in gran parte occultata dalla balaustra della cantoria e dalla soprastante grata, è dipinta a finto marmo.
Al centro del basamento della cassa vi è la consolle. Essa è a finestra e dispone di un'unica tastiera di 48 note (Do1-Do5) con prima ottava cromatica estesa priva del Do#1 e pedaliera a leggio di 11 note (Do1-Do2) priva del Do#1, costantemente unita alla prima ottava del manuale e con il registro di Contrabbasso 16' sempre inserito; ambedue sono state installate nel 1980 dalla ditta Continiello insieme alla mostra e sono di fattura industriale. Il coperchio della tastiera è originale del XVII secolo e reca, al suo interno, la seguente dicitura incisa:

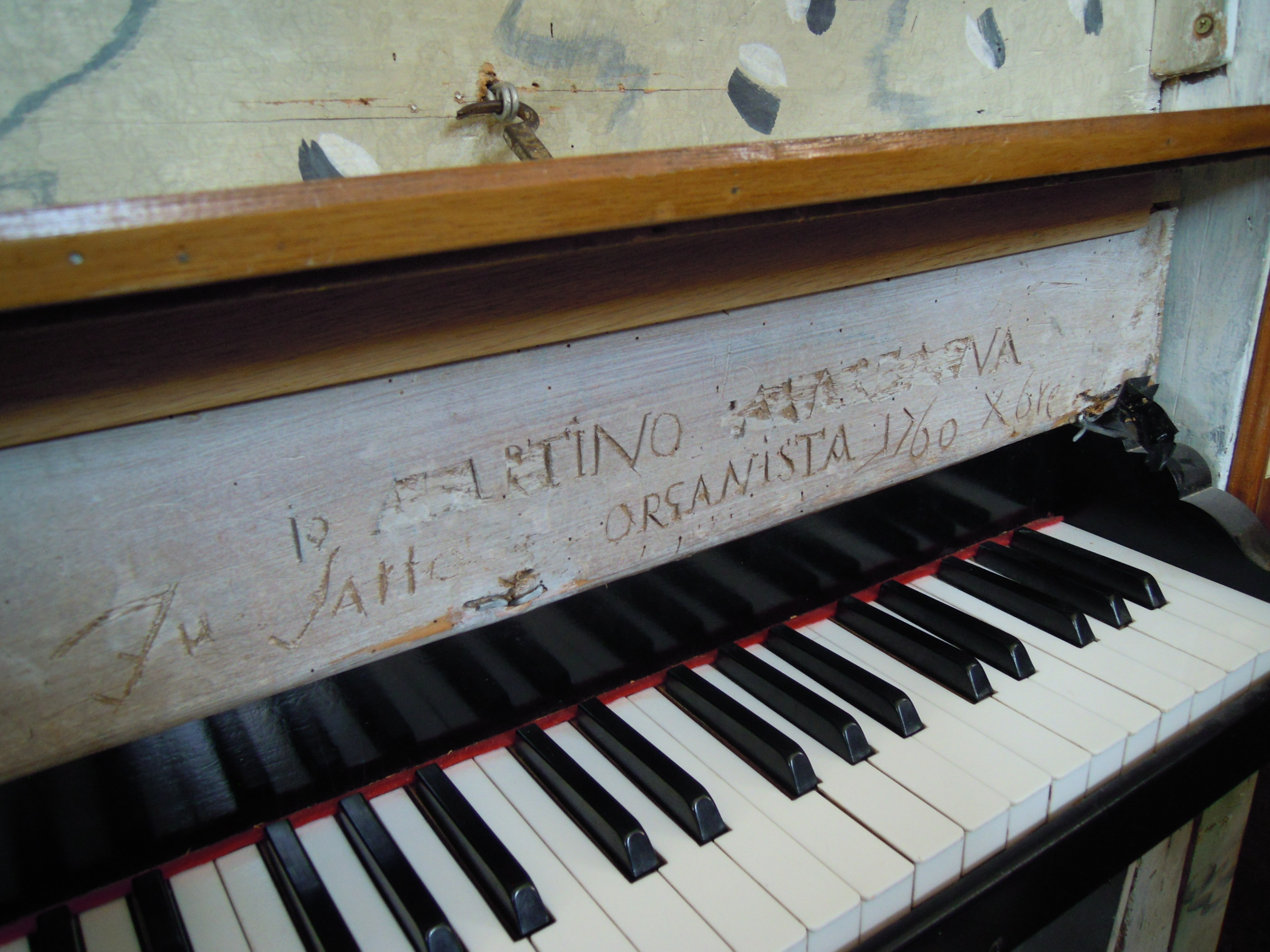
La moderna tastiera installata nel 1980 e il coperchio originale con la scritta di Martino Marenna

Questa frase venne incisa da Martino Marenna, figlio di Francesc'Antonio, il quale fu maestro e organista della cappella musicale della chiesa a partire dal 1785; sarebbe dovuto succedere al padre nel 1760 ma i coristi, molto esigenti, fecero in modo tale che il suo posto lo prendesse Pasquale dell'Aquila, che rimase in carica fino al 1785; soltanto in quest'anno Marenna ebbe finalmente l'incarico che fu di suo padre; tuttavia, all'interno del coperchio dell'organo mise al posto del 1785 l'anno 1760, in cui sarebbe dovuto succedere a Francesc'Antonio.
I registri dello strumento sono azionati da pomelli in legno disposti in unica fila verticale alla destra della tastiera, con nomi stampati su carta posti alla destra di ciascun pomello. Non vi sono pedaletti ed il Tiratutti è azionato da un pomello posto sotto quelli dei registri, più grande rispetto agli altri.
Il sistema di trasmissione dell'organo è integralmente meccanico sospeso. Il materiale fonico si compone di 347 canne, delle quali 336 in metallo e 11 (quelle del registro di Contrabbasso del Pedale) in legno, su somiere a parte. Il temperamento tipo Vallotti è vicino all'equabile, con corista del La pari a circa 446,5 Hz, contro i 430 Hz originari.
Di seguito la disposizione fonica dello strumento:
| Manuale         |          |
| Principale      | [8']     |
| Ottava          | [4']     |
| Decimaquinta    | [2']     |
| Decimanona      | [1.1/3'] |
| Vigesimaseconda | [1']     |
| Vigesimasesta   | [2/3']   |
| Vigesimanona    | [1/2']   |
| Tira tutti      |          |

## Strumenti simili

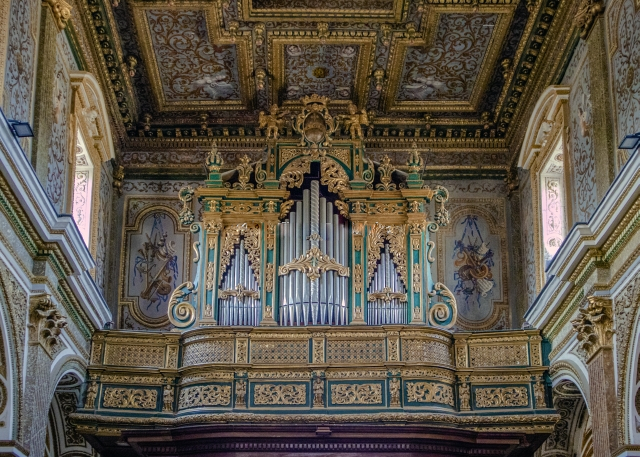
L'organo della chiesa della Santissima Annunziata ad Airola

L'organo a canne del santuario della Santissima Annunziata di Gaeta presenta delle analogie con alcuni strumenti coevi del territorio campano.
Nella chiesa della Santissima Annunziata di Airola, in provincia di Benevento, si trova un organo a canne costruito dall'organaro ravennate Andrea Bassi tra il 1679 e il 1685. In comune con l'organo di Gaeta, la cui costruzione iniziò proprio nel 1685, ha la particolare estensione della tastiera, in entrambi gli strumenti di 48 note (Do1-Do5) con prima ottava cromatica estesa priva del Do#1, e varie caratteristiche della cassa, come la forma a serliana, la mostra in tre campi, alcuni elementi decorativi. La disposizione fonica di Airola, tuttavia, è più ricca di quella di Gaeta, con registri non usuali nell'ambito organario napoletano dell'epoca, come la Voce umana e il principale II, e una pedaliera di 12 note con registro indipendente di Contrabbassi 16'.
Nel 1710 Giuseppe de Martino costruì un organo positivo per il monastero femminile benedettino di Teano, con portelle decorate con una ricca decorazione pittorica della scuola di Luca Giordano, attualmente situato nel coro interno dell'abbazia di Montecassino. I due strumenti sono accomunati da una identica disposizione fonica, costituita da file separate di ripieno su base di 8'; tuttavia, l'organo di Montecassino, a differenza di quello di Gaeta, ha una tastiera di 45 note, con prima ottava scavezza; esso dispone inoltre di una zampogna doppia in Do e in Fa, ed un registro analogo forse si trovava in origine anche nell'organo di Gaeta.

### L'organo della cantoria di destra

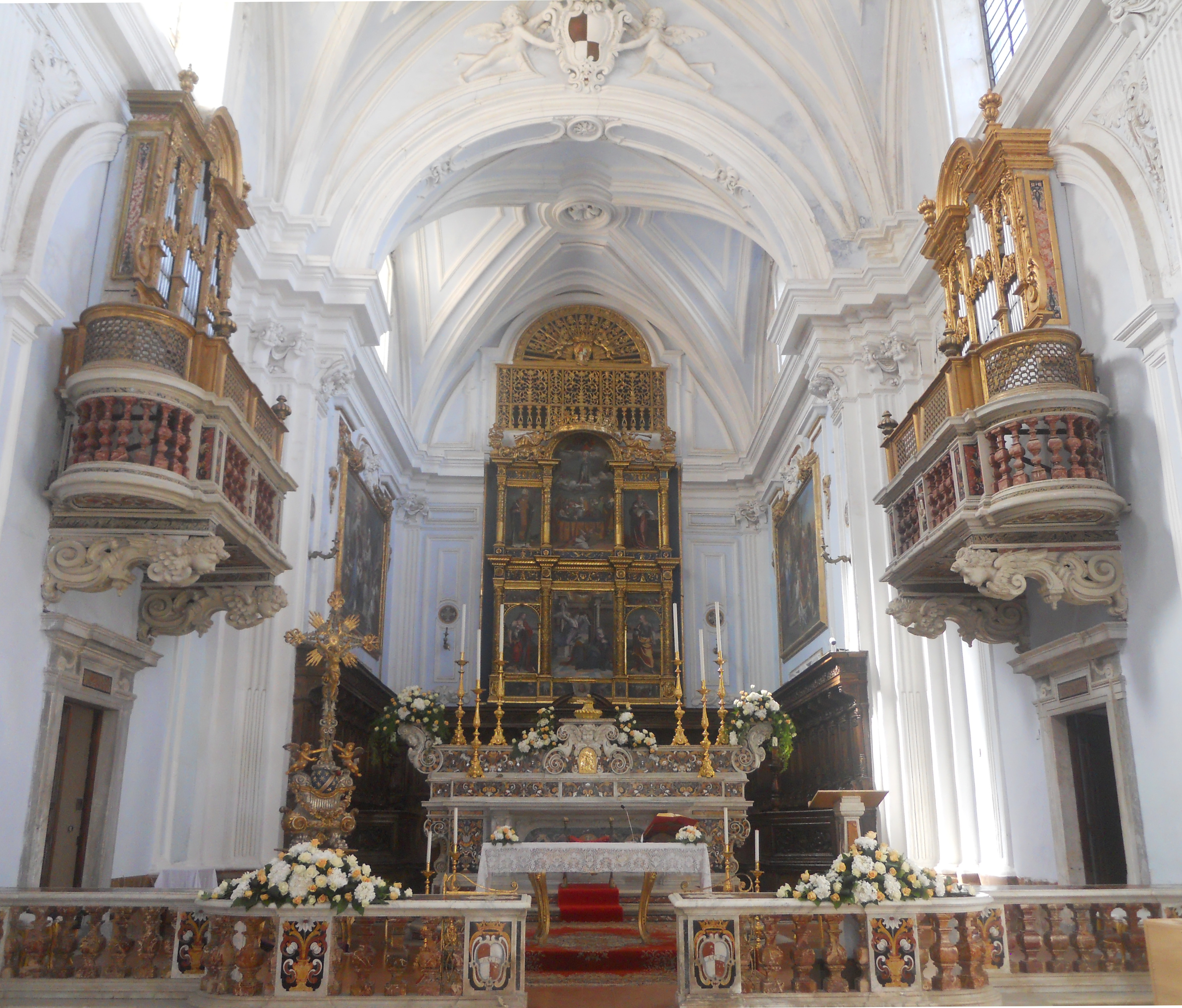
Le due cantorie con l'organo a canne antico a sinistra e la nuova cassa a destra

Il progetto originario di Dionisio Lazzari per l'interno della chiesa della Santissima Annunziata prevedeva due organi gemelli posti su due cantorie poste simmetricamente ai due lati del presbiterio e da realizzarsi in marmi policromi, con intarsi ispirati a quelli della sottostante balaustra; quando, per problemi di natura economica, esse furono realizzate in legno dipinto a finto marmo e poterono essere affrontate le spese solo per la realizzazione dell'organo destinato alla cantoria di sinistra, quello di destra venne acquistato dalla cattedrale di Gaeta dove venne ampliato nel 1737 probabilmente con l'aggiunta di registri come la Voce umana e il Flauto, che nel frattempo erano entrati a far parte della cultura organaria napoletana.
Lo strumento rimase nella cattedrale fino al 1788, anno in cui l'interno dell'edificio fu oggetto di un importante intervento di restauro in stile neoclassico su progetto del regio architetto Pietro Paolo Ferrara che incluse la costruzione di una nuova cantoria in controfacciata. Secondo alcune fonti, il vecchio organo sarebbe stato trasportato insieme alla cantoria nella chiesa di San Michele Arcangelo ad Itri e qui saccheggiato e andato perduto durante la seconda guerra mondiale, mentre la cantoria si trova ancora in loco. Secondo altre, lo strumento sarebbe stato portato nella chiesa gaetana della Natività di Maria, dove sarebbe andato distrutto durante il bombardamento del 1943.
Nel marzo 2014 viene installata per la cantoria di destra una nuova cassa imitando lo stile e le linee di quella antica.

## Altre immagini

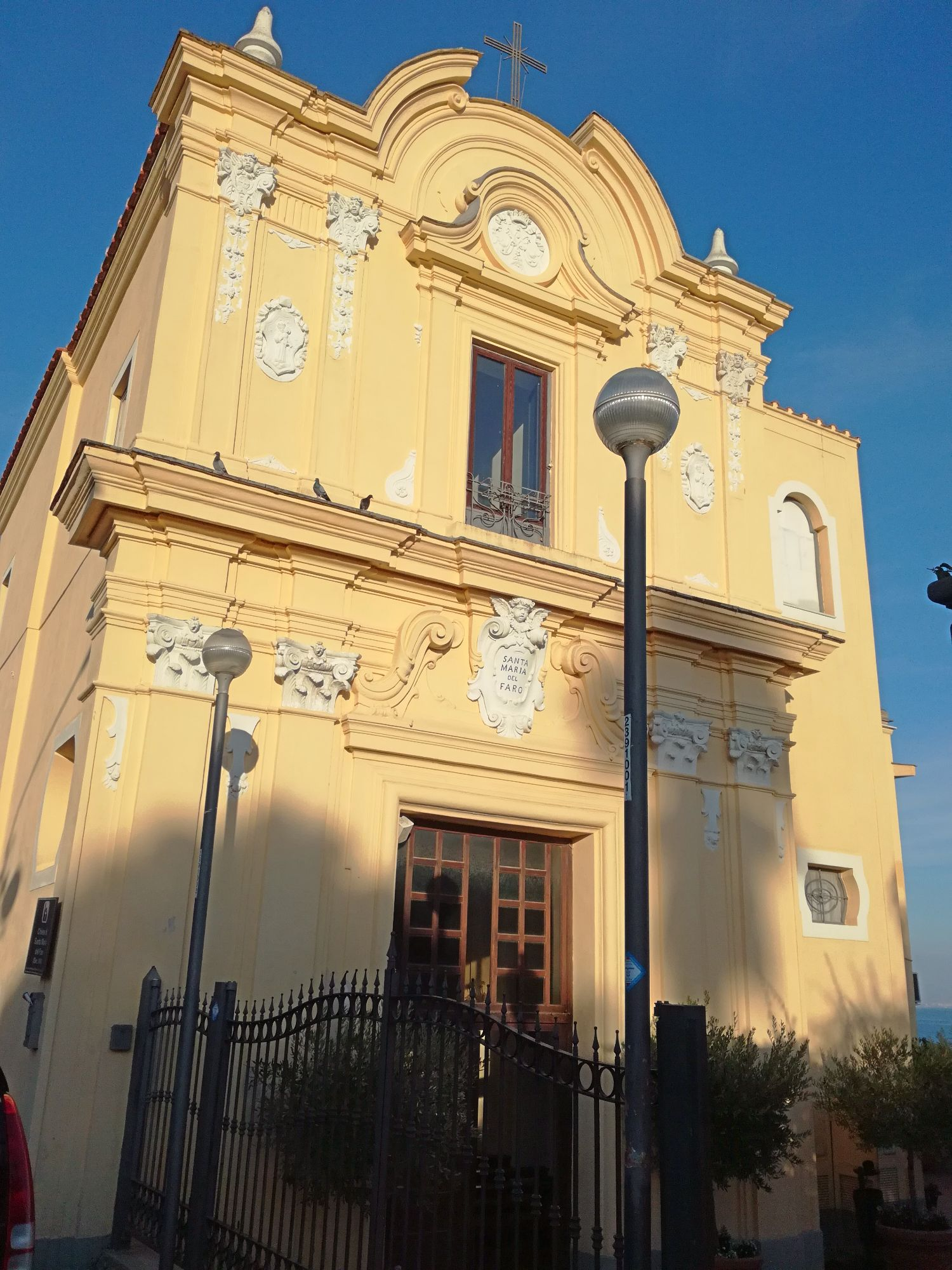
La facciata della chiesa di Santa Maria del Faro a Napoli, di Dionisio Lazzari
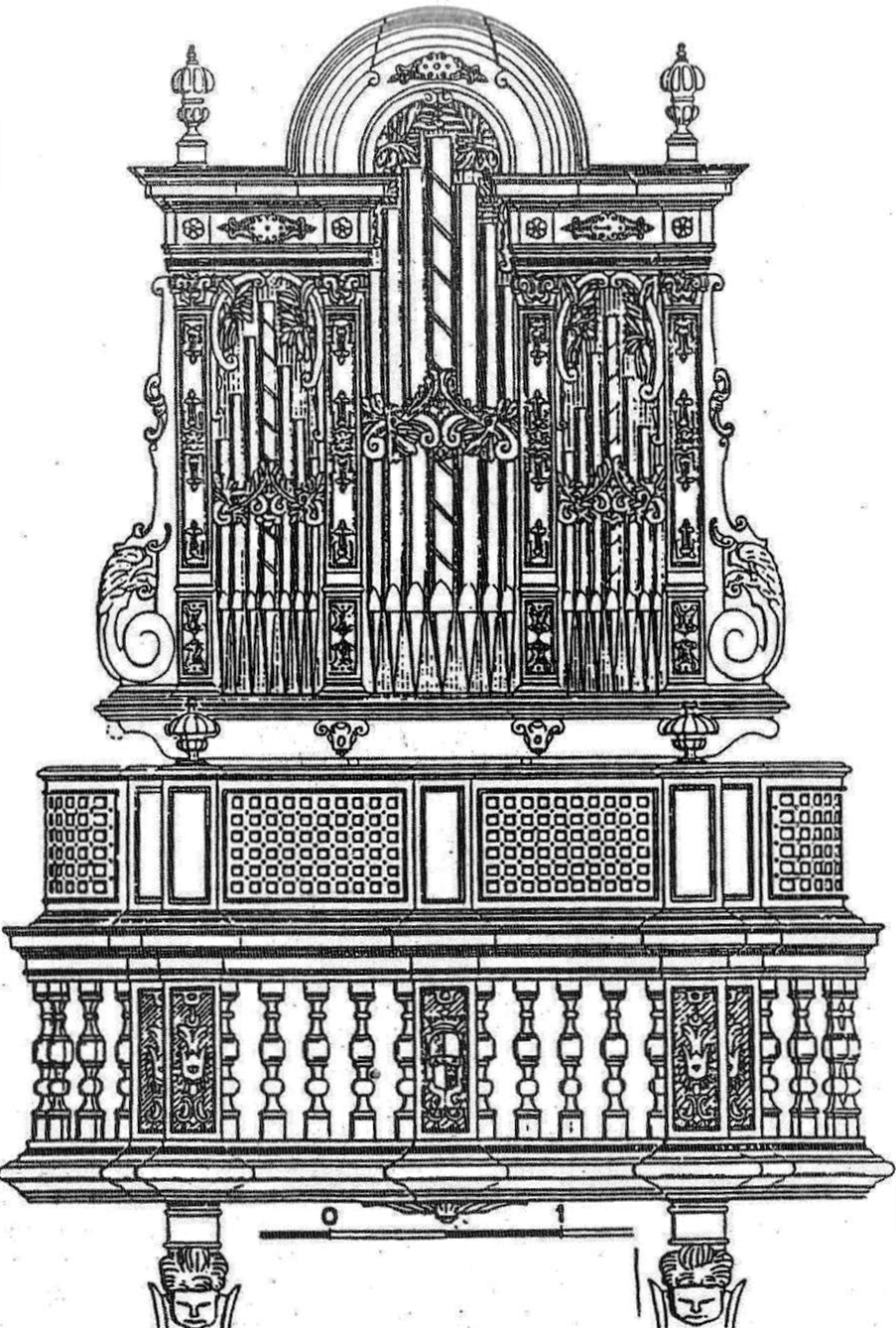
Disegno di Graziano Fronzuto raffigurante la cantoria e l'organo con le canne a tortiglione
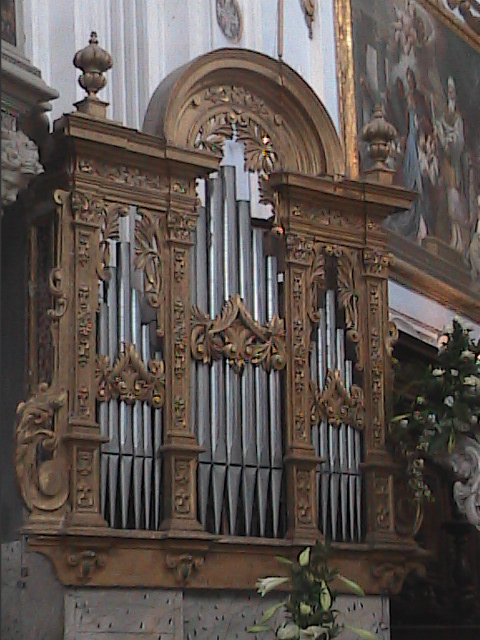
L'organo a pavimento nel presbiterio (agosto 2007)
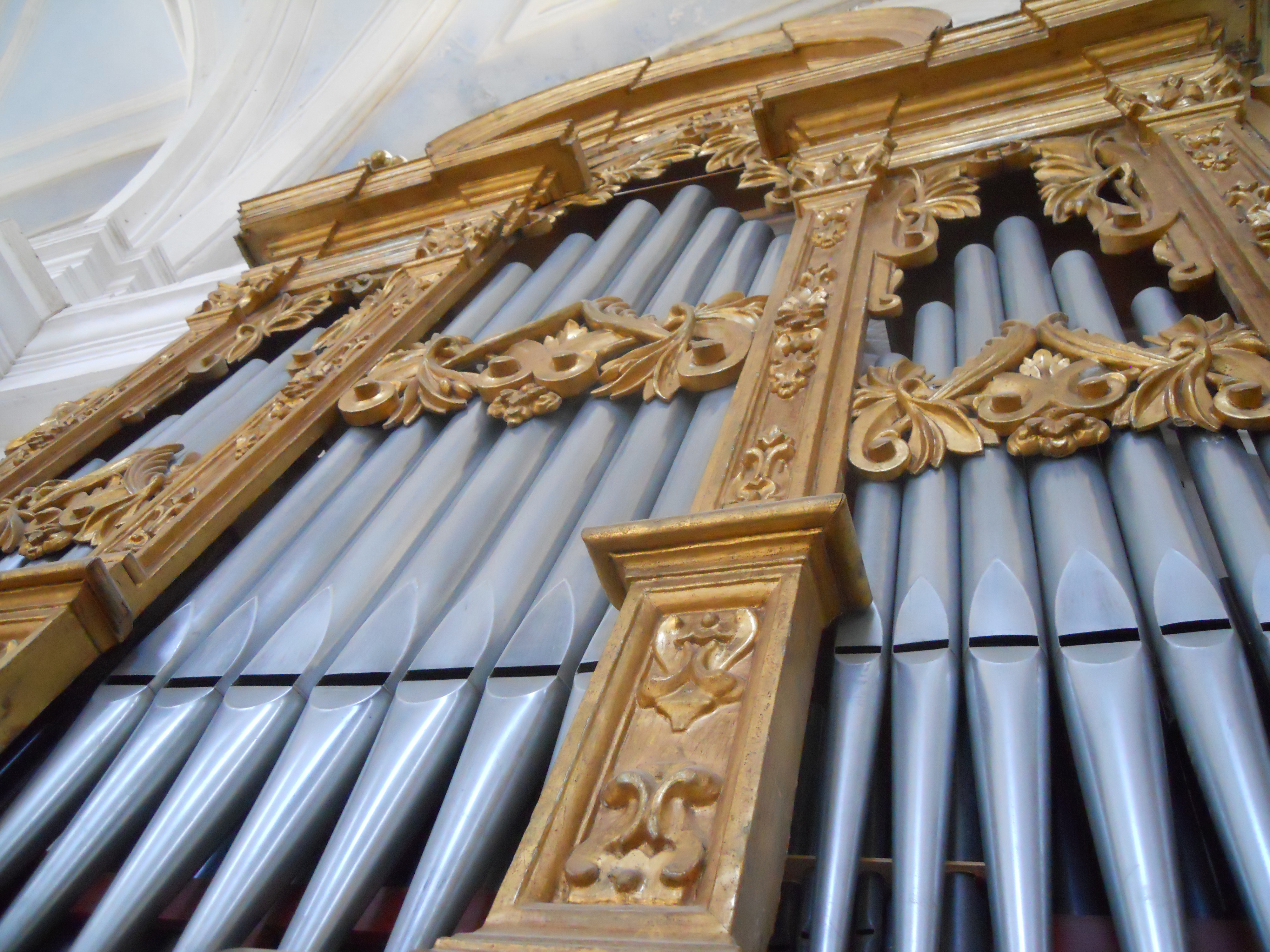
Particolare della cassa e della mostra
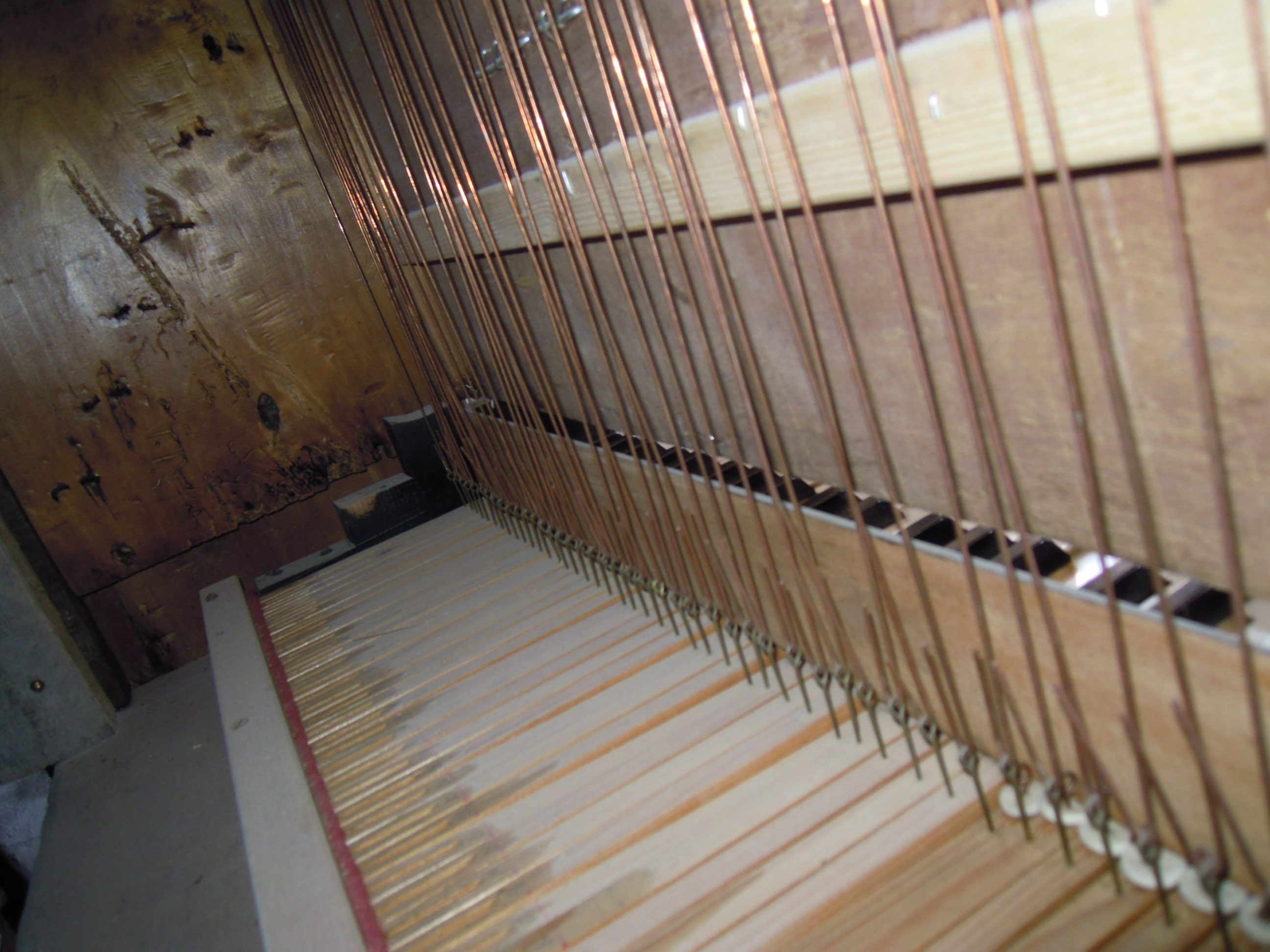
Particolare della meccanica della tastiera
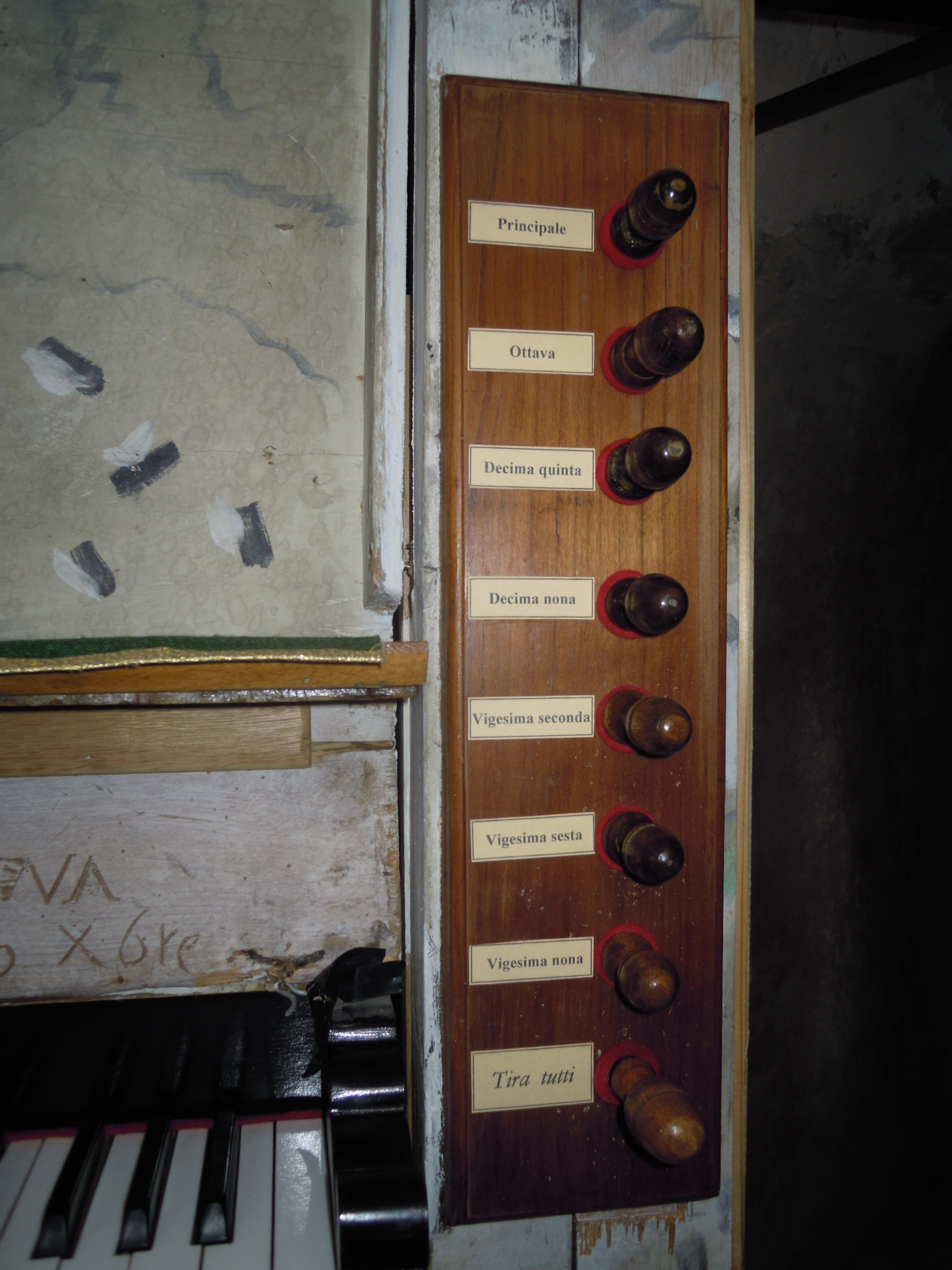
La registriera